# Orimarga wetmorei
Orimarga wetmorei là một loài ruồi trong họ Limoniidae. Chúng phân bố ở miền Tân bắc.